# 桟橋通五丁目停留場
桟橋通五丁目停留場（さんばしどおりごちょうめていりゅうじょう）は、高知県高知市桟橋通五丁目にあるとさでん交通桟橋線の路面電車停留場。桟橋線の終点である。

## 歴史
桟橋通五丁目停留場は1905年（明治38年）、桟橋線（当時の路線名は潮江線）の延伸により桟橋停留場（さんばしていりゅうじょう）の名で開業した。この停留場名については、それまで路線の終点であった隣の停留場（現在の桟橋車庫前停留場）が名乗っていたものである。桟橋通五丁目への改称は1938年（昭和13年）に行われた。
かつては伊野線の伊野停留場から当停留場まで貨物列車が運行され、伊野町（現在のいの町）で生産された土佐和紙などの製品が運ばれていたが、1945年（昭和20年）頃に廃止されている。

### 年表
- 1905年（明治38年）4月7日：（旧）桟橋停留場から路線が延伸し、土佐電気鉄道の桟橋停留場として開業[1]。
- 1908年（明治41年）12月8日：折り返し用のループ線を設置[1]。
- 1938年（昭和13年）2月1日：桟橋通五丁目停留場に改称[1]。
- 1947年（昭和22年）：ループ線の撤去が認可される（日付は2月13日[2]あるいは3月19日[1]）。
- 2009年（平成21年）3月23日：2月より着手していた停留場の改良工事が完成。
- 2014年（平成26年）10月1日：土佐電気鉄道が高知県交通・土佐電ドリームサービスと経営統合し、とさでん交通が発足[5]。とさでん交通の停留場となる。

## 停留場構造

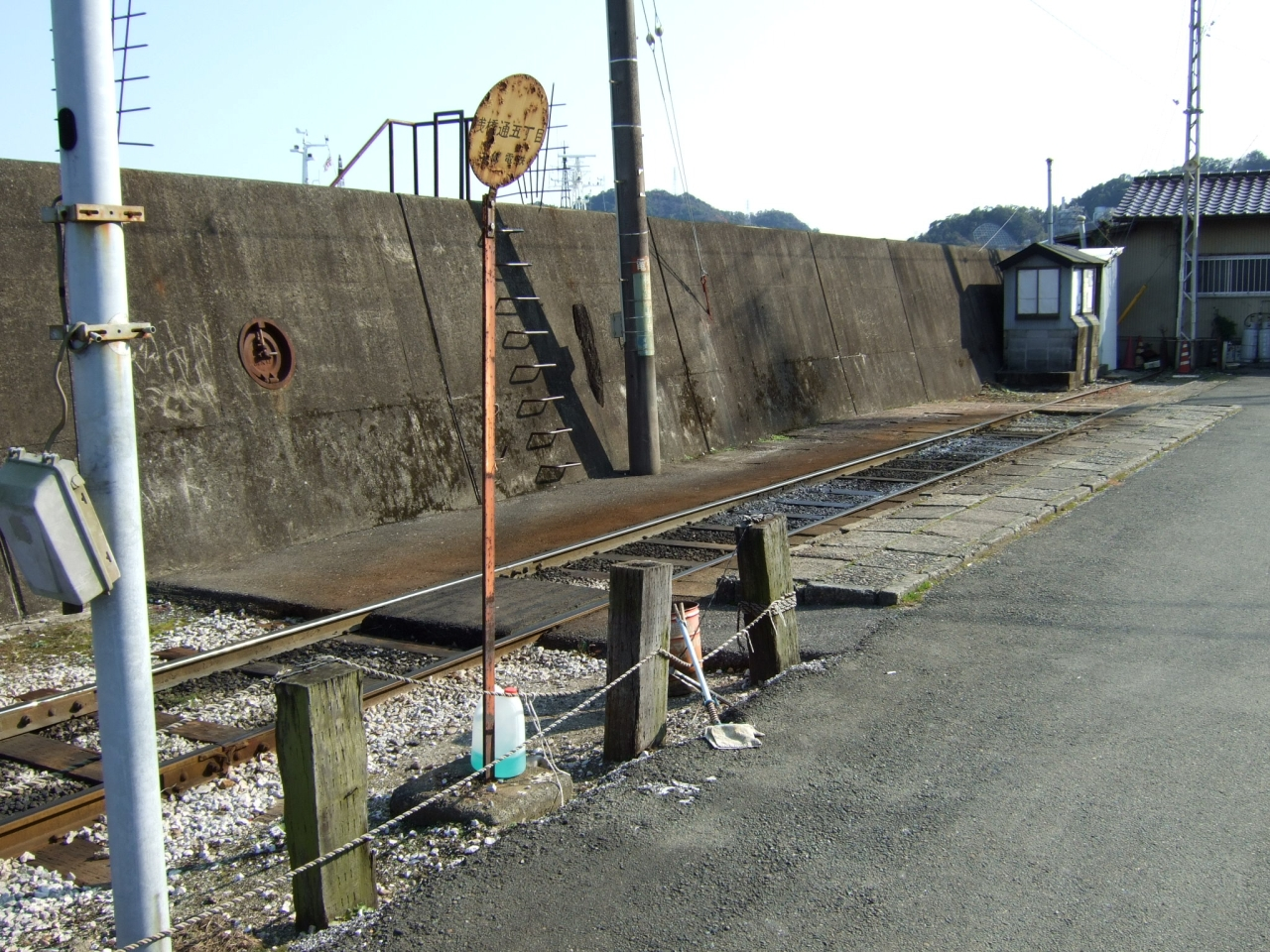
改良前の停留場（2007年）

起点から南下を続けてきた複線の軌道が合流し、単線となった先にホームが設けられている。ホームは軌道の終端部をコの字型に囲むように配された頭端式ホームで、軌道の東側に降車ホーム、西に乗車ホームがある。降車ホームは短く、車両の中扉・後扉はホームにかからない。終端部に乗務員用のトイレがある。
かつては機材用と思しき小屋とトイレしか目立った構造物はなく、駅名標も脇にある電柱に取り付けてあるだけの簡素な停留場で、降車場所は高知駅寄り、軌道が単線になる手前にあった。停留場の整備改良工事が実施されたのは2009年。2月に着手し、点字ブロックの埋設を含むホーム面のかさ上げ、ホーム屋根と仕切り柵の取り付け、終端部への本格的な車止めの設置が行われ、同年3月23日に完成した。工事期間中は仮設の乗車ホームが複線部分に設けられ、元のホームで乗客を降ろしてから乗車ホーム位置まで移動していた。
また、1947年まではループ線が敷かれていて、当停留場から桟橋を通り岸壁通停留場に接続していた。ループ線は貨物列車の折り返しに利用された。

## 停留場周辺
停留場の東側には高知港の堤防が建つ。その向こうは海で桟橋には多数の船舶が係留されているが、堤防の高さが電車の車体ほどあるため停留場から海を望むことはできない。周囲には高知港の港湾関係の建物が立地する。
- 高知港湾合同庁舎（高知運輸支局、海上保安庁高知海上保安部）
- 高知県道34号桂浜はりまや線
- 高知県道366号高知港線
- ホームセンター ブリコ 桟橋店

## 隣の停留場
とさでん交通
桟橋線
桟橋車庫前停留場 - 桟橋通五丁目停留場